# 中村春夫
中村 春夫（なかむら はるお、1952年4月 - ）は、日本の機械工学者。東京工業大学名誉教授。元日本機械学会材料力学部門長。

## 人物・経歴
1975年東京工業大学工学部機械物理工学科卒業。1980年東京工業大学大学院理工学研究科機械物理工学専攻博士課程修了、工学博士、東京工業大学助手。1988年東京工業大学助教授。1998年東京工業大学教授。2009年日本機械学会材料力学部門副部門長。2010年日本機械学会材料力学部門部門長。2012年日本機械学会関東支部副支部長。2013年日本機械学会関東支部支部長。2018年東京工業大学名誉教授、国土交通省鉄道輸送トラブルに関する対策のあり方検討会委員、国土交通省台車き裂対策WG主査。

## 受賞
- 日本機械学会論文賞 1980[1]
- 手島記念研究奨励賞 1981[1]
- 日本材料学会論文賞 1988[1]
- 高岡市民文化賞 1996[1]
- 日本機械学会創立100周年記念事業・特別表彰 1998[1]
- 日本機械学会フェロー 2003[1]
- 溶接構造シンポジウム2006シンポジウム論文賞 2006[1]
- 日本機械学会創立120周年記念功労者 2017[1]
- 日本機械学会名誉員 2018[1]